# Сельлин, Фрыдерык
Фрыдерык Сельлин (пол. Fryderyk Sellin; 24 июля 1831 года, Калиш ― 18 января 1914 года, Лодзь) ― польский предприниматель, владелец кондитерской в Лодзи, театральный деятель. 

## Биография
Фрыдерык Сельлин происходил из полонизированной немецкой семьи. Будучи подростком, работал в кондитерских Люблина и Варшавы. В 18 лет поселился в Лодзи. В 1853 году открыл в городе собственную кондитерскую и кафе в одноэтажном кирпичном доме Яна Лебелта на ул. Петрковской. Позднее перенёс предприятие в район Нового рынка (ныне Площадь свободы). В том же году на улице Петрковской основал летний театр под названием «Под мельницей» ― второй в городе. Театр действовал до 1858 года. В нём выступала любительская группа, которая обычно играла пьесы Ради сбора средств на благотворительность.
Вскоре Сельлин прославился благодаря организации других торговых предприятий, а также своей общественной деятельности на благо города. Он владел кондитерскими, кафетерием, пекарней и рестораном, торговал вином и спиртными напитками, импортной солью, свечами и мылом. Он строил общественные бани, держал бильярд и транспорт с омнибусами, был неустанным организатором любительских и профессиональных театральных представлений в Лодзи. Про него поговаривали, что он забрал всё, что есть в городе, кроме мануфактуры: он не был владельцем какой-либо текстильной фабрики, хотя Лодзь в то время становилась крупным центром текстильной промышленности. Так или иначе, в первую очередь Фрыдерык Сельлин прославился в первую очередь как театральный организатор.

### Организатор лодзинских театров
В 1865 году на заднем дворе другой его кондитерской, которая находилась по адресу ул. Константиновская 14/16, Сельлин открыл ресторан, а в задней части в деревянного здания, раньше служившего манежем для верховой езды у военных, он основал театр, вскоре получивший название «Аркадия». Здесь ставились пьесы Шиллера и Фредро; выступали как профессиональные, так и любительские труппы. В 1898 году здание было преобразовано в летний театр «Аполлон» с аудиторией на 800 мест, в котором в основном играли оперетты. Тем не менее, Сельлин решил пойти ещё дальше. В 1901 году на том же самом месте он построил «Большой театр» по проекту Адольфа Зелигсона. «Большой театр» стал самым большим театральным залом в городе и мог вместить 1250 зрителей. Он был оснащён самым современным техническим оборудованием, включая центральное отопление и электрическое освещение.
Открытие театра 28 сентября 1901 года стало огромным культурным событием того времени. На торжественной церемонии присутствовали Генрик Сенкевич и Генрик Семирадский. В городе появилась своя творческая элита ― писатели, журналисты и художники. Трехэтажное U-образное строение было рассчитано на 1250 мест: так, учитывая вместимость зала, фактически «Большой театр» стал самым большим в городе. Хотя функциональность и оснащённость интерьера, несмотря на центральное отопление и электрическое освещение, вызвали множество оговорок.
По отзывам исследователей, это здание конкурировало по размеру зала с Большим театром в Варшаве. В 1920 году в здании произошёл большой пожар и оно полностью сгорело. Новый Большой театр в Лодзи был открыт лишь в 1967 году.
Однако Большой театр так и не имел большого успеха. Несмотря на первоначальный энтузиазм, театральный зал быстро стал пустеть. Растущие финансовые потери заставили Сельлина продать в 1912 году оба театральных здания. Во время Первой мировой войны, театр был приспособлен по нужды немецкого военного госпиталя. 20 октября 1920 года театр сгорел при не до конца выясненных обстоятельствах. Никто в городе долгое время даже не пытался восстановить театр. Бывший театр «Аполлон», позже переименованный в «Народный» функционировал как кинотеатр до 1942 года, когда он также сгорел. От старого «театрального королевства» Сельлина сегодня осталась только пустая площадка, частично занятая торговым павильоном (ранее бар «Kęs»).
Фрыдерык Сельлин входил в число т. н. «лодзерменшей» ― самых крупных предпринимателей города. Его деятельность оставила яркий след в истории Лодзи в первую очередь благодаря его кладу в организации театров, но не только из-за этого: он построил велосипедную дорожку (вокруг нынешней площади Юзефа Халлера), бассейн и две городские бани. По его инициативе в городе появились первые театральные афиши. Сельлин был одним из основателей Польского театрального общества в Лодзи. Он также стоял у истоков Общества художников-драматургов, которое просуществовало до 1871 года.
Умер 18 января 2914 года. Был похоронен на Старом кладбище в Лодзи в евангелической секции.

## Память
В день премьеры спектакля «Мария Стюарт» 15 октября 2011 года в (новом) Большом театре в Лодзи была торжественно установлена мемориальная табличка, посвященная Сельлину ― основателю первого здания Большого театра в Лодзи. С инициативой увековечения памяти Сельлина выступил лодзинский кондитер Роберт Дибальский, редакторы «Калейдоскопа» (польский ежемесячный журнал) и члены Общества друзей Лодзи. Церемония сопровождалась выставкой «Фрыдерык Сельлин и его Большой театр в Лодзи».

## Галерея
- Фрыдерык Сельлин. Фото на рубеже XIX и XX веков.
- Надгробие на могиле Фрыдерыка Сельлина на евангелической секции Старого кладбища Лодзи, 2004 г.
- Большой театр (1901―1920), построенный Фрыдерыком Сельлиным. В 1920 году здание полностью сгорело и не было восстановлено.